# Fachverband Gebäude-Klima
Der Fachverband Gebäude-Klima e. V. (FGK) ist ein Branchenverband der deutschen Klima- und Lüftungswirtschaft mit Sitz in Ludwigsburg (Baden-Württemberg). Die circa 300 Mitglieder des Verbands kommen aus der Industrie, dem planenden Ingenieurwesen, dem Großhandel, dem Anlagenbau, dem Facility Management sowie den Verbänden und Institutionen der Technischen Gebäudeausrüstung. Von der Wohnungslüftung bis zur Reinraumtechnik sind alle Branchensegmente der Klima- und Lüftungstechnik vertreten.

## Ziele und Aufgaben
Zu den Hauptzielen des FGK:
- Optimierung der Innenraumluftqualität und des energieeffizienten Anlagenbetriebs in der Technischen Gebäudeausrüstung,
- Förderung des Einsatzes erneuerbarer Energien in der Klima-, Kälte- und Lüftungstechnik
- Initiierern und Begleiten von Forschungs- und Entwicklungsprojekten.

Weitere wichtige Aufgaben des Verbands bestehen in der Öffentlichkeitsarbeit und politischer Kommunikation sowie der Information und Unterstützung seiner Mitglieder.

## Politisches Engagement
Mit seiner politischen Kommunikation nimmt der Verband Einfluss auf ordnungsrechtliche Vorgaben sowie auf Normen aus dem relevanten Bereich der Technischen Gebäudeausrüstung. Der FGK stellt den Obmann in mehreren Normenausschüssen:
- NA 041-02-51 AA: "Lüftung von Wohnungen"[5], DIN 1946-6 – Raumlufttechnik – Teil 6: Lüftung von Wohnungen – Allgemeine Anforderungen, Anforderungen an die Auslegung, Ausführung, Inbetriebnahme und Übergabe sowie Instandhaltung
- NA 041-05-02 AA: "Energetische Bewertung von raumluft- und klimakältetechnischen Anlagen"[6], DIN V 18599 – Energetische Bewertung von Gebäuden – Berechnung des Nutz-, End- und Primärenergiebedarfs für Heizung, Kühlung, Lüftung, Trinkwarmwasser und Beleuchtung; Teil 3: Nutzenergiebedarf für die energetische Luftaufbereitung, Teil 6: Endenergiebedarf von Lüftungsanlagen, Luftheizungsanlagen und Kühlsystemen für den Wohnungsbau, Teil 7: Endenergiebedarf von Raumlufttechnik- und Klimakältesystemen für den Nichtwohnungsbau
- CEN/TC 156/WG 16: "Joint Working Group between CEN/TC 156 and CEN/TC 113 – Multifunctional balanced ventilation units for single family dwellings, including heat pumps"[7] DIN EN 16573 – Lüftung von Gebäuden – Leistungsprüfung von Bauteilen für Wohnbauten – Multifunktionale Zu-/Abluft-Lüftungseinheiten für Einzelwohnungen, einschließlich Wärmepumpen
- CEN/TC 156/WG 20: "Ventilation and Room-Conditioning Systems in non-Residential Buildings"[8] DIN EN 16798-3 – Energetische Bewertung von Gebäuden – Lüftung von Gebäuden – Teil 3: Lüftung von Nichtwohngebäuden – Leistungsanforderungen an Lüftungs- und Klimaanlagen und Raumkühlsysteme (Module M5-1, M5-4)

## Messeaktivitäten
Der FGK engagiert sich bei wichtigen Messen der Klima- und Lüftungstechnik sowie der Technischen Gebäudeausrüstung. Auf nationaler Ebene ist der Verband Mitträger der ISH und der Chillventa. Auf internationaler Ebene engagiert sich der FGK bei der ISH China, der ISH Shanghai und bei verschiedenen Aquatherm-Messen.

## Mitgliedschaften
Der Verband ist Gründungsmitglied bei der European Ventilation Industry Association (EVIA), dem europäischen Dachverband der Lüftungsindustrie und Mitglied bei European Partnership for Energy & the Environment (EPEE), einem europäischen Verband der Heizungs-, Lüftungs- und Klima-Industrie.

## Informationskampagnen
- 2021 wurde die Kampagne Lebensmittel Luft gestartet, um über die Bedeutung einer hohen Innenraumluftqualität zu informieren und über Möglichkeiten, diese zu erreichen. Begleitet wird sie von der Internetseite www.lebensmittel-luft.info.[15]
- Seit Januar 2020 läuft die Kampagne Mindestfeuchte 40 %. Sie hat zum Ziel, die Öffentlichkeit stärker über gesundheitliche Aspekte der Raumluftfeuchte zu informieren. Für eine produktneutrale Information wurde die Internetseite eingerichtet.[16]
- Um Optimierungs- und Einsparpotenziale aufzuzeigen, die sich durch den Austausch alter Ventilatoren ergeben, hat der FGK 2016 gemeinsam mit Verbandsmitgliedern die Informationskampagne "Ventilatortausch macht’s effizient" gestartet.[17]
- Für die energetische Inspektion von Klimaanlagen nach §12 der Energieeinsparverordnung (EnEV) stellt der Verband eine Liste qualifizierter Fachleute zur Verfügung[18][19].